# 让卢普·西夫
讓盧·西耶夫（Jeanloup Sieff，1933年11月30日—2000年9月20日），波兰裔，是法国著名的时尚摄影师。